# Église méthodiste de Grande-Bretagne
L'Église méthodiste de Grande-Bretagne est une dénomination chrétienne protestante en Grande-Bretagne. C'est l’Église mère des méthodistes du monde entier. Il participe au Conseil méthodiste mondial, au Conseil œcuménique des Églises et à d'autres associations œcuméniques.
Le méthodisme est fondé par le prêtre anglican John Wesley, qui dirige un Réveil évangélique en Grande-Bretagne au XVIIIe siècle. Il adopte de nouvelles pratiques d'évangélisation, comme que la prédication en plein air, pour atteindre les ouvriers d'usine et les masses nouvellement urbanisées déracinées de leur culture villageoise traditionnelle au début de la révolution industrielle. Sa prédication était centrée sur l'universalité de la grâce de Dieu pour tous, l'effet de la foi sur le caractère et la possibilité de la perfection dans l'amour au cours de cette vie.
Après la mort de Wesley, le réveil méthodiste devient une nouvelle Église indépendante et a ordonne ses propres ministres. On l'appelle une église non-conformiste parce qu'elle n'est pas conforme aux règles de l'Église d'Angleterre anglicane, religion d’État officielle. Au XIXe siècle, l'Église méthodiste wesleyenne connait de nombreuses sécessions. Les principaux courants du méthodisme sont réunis en 1932, formant l'Église méthodiste actuelle.
En 2009, une enquête britannique révélé qu'environ 800 000 personnes, soit 1,29% de la population britannique, s'identifient comme méthodistes. Le méthodisme est le quatrième groupe chrétien en importance en Grande-Bretagne. Environ 202 000 personnes assistent à un service religieux méthodiste chaque semaine, tandis que 490 000 à 500 000 prennent part à une autre forme d'activité méthodiste, comme le travail de jeunesse et des événements communautaires organisés par les églises locales.

## Histoire

### Origines

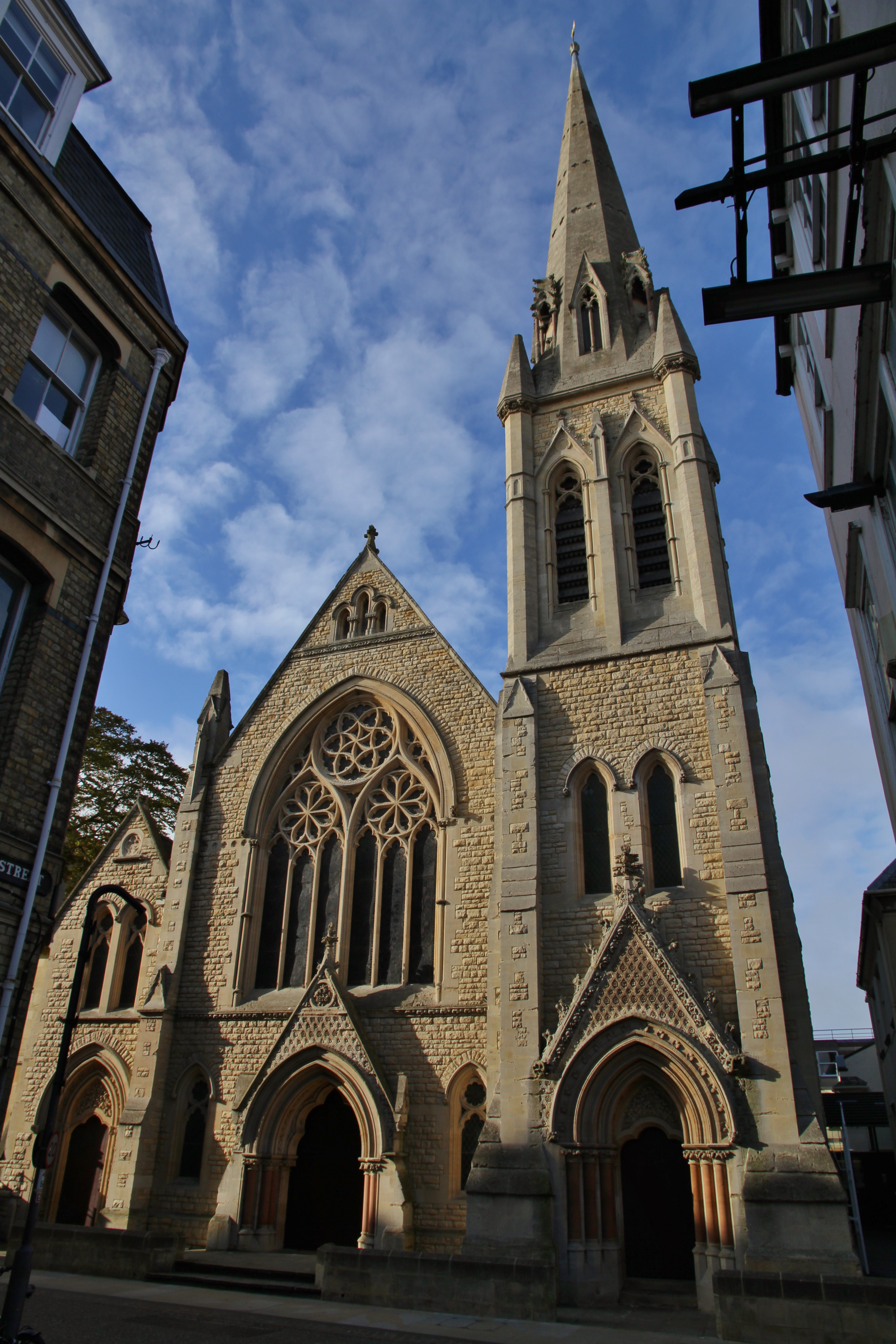
Wesley Memorial Church à Oxford, la ville où les frères Wesley étudient et forment le Holy Club.

Le mouvement qui allait devenir l'Église méthodiste est né au début du XVIIIe siècle au sein de l'Église d'Angleterre. Un petit groupe d'étudiants, dont John Wesley, Charles Wesley et George Whitefield, se rencontrent à l'université d'Oxford. Ils étudient ensemble la Bible de façon méthodique, et vivent de façon sobre et studieuse. D'autres étudiants se moquent d'eux, et les surnomment le « Holy Club », et « les méthodistes ».

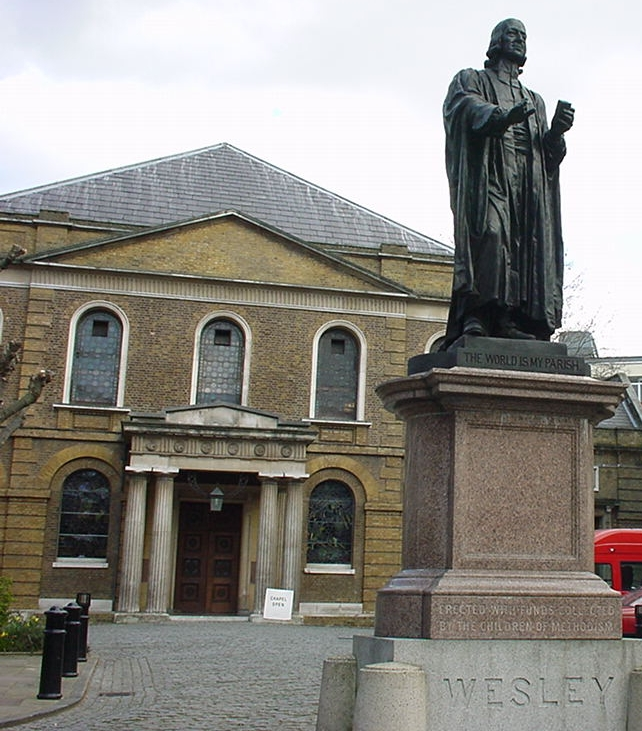
La chapelle Wesley est établie par John Wesley en 1778 pour lui servir de base à Londres. Aujourd'hui, il intègre un musée du méthodisme.

La plus grande branche du méthodisme en Angleterre est organisée par John Wesley. En 1738, Wesley fit l'expérience de ce qu'on appelle désormais sa conversion évangélique, lorsqu'il sentit son « cœur étrangement chauffé ». À partir de 1739, il se lance dans la prédication en plein air pour recruter des adeptes de son mouvement. Il forme de petites classes dans lesquelles ses disciples reçoivent des conseils religieux et sur leur vie personnelle. Wesley nomme des évangélistes itinérants pour prêcher comme il le faisait. Théologiquement, Wesley insiste sur à la vision « arminienne » selon laquelle le salut est accessible à tous, contrairement aux « idées calvinistes » d'élection et prédestination. Il existe cependant également des méthodistes calvinistes.

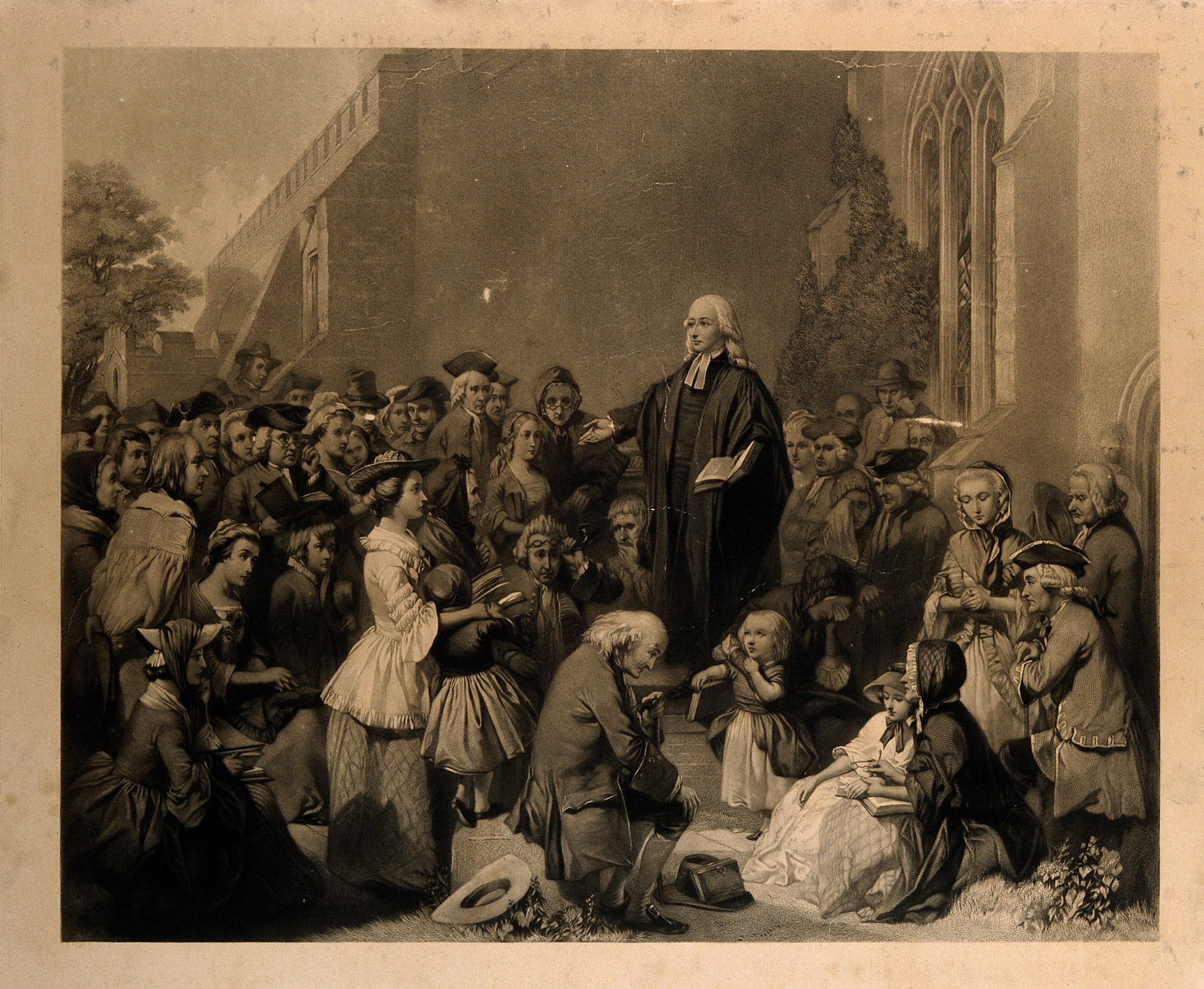
John Wesley prêchant à l'extérieur d'une église (gravure du XIXe siècle).

### Séparation de l'Église d'Angleterre

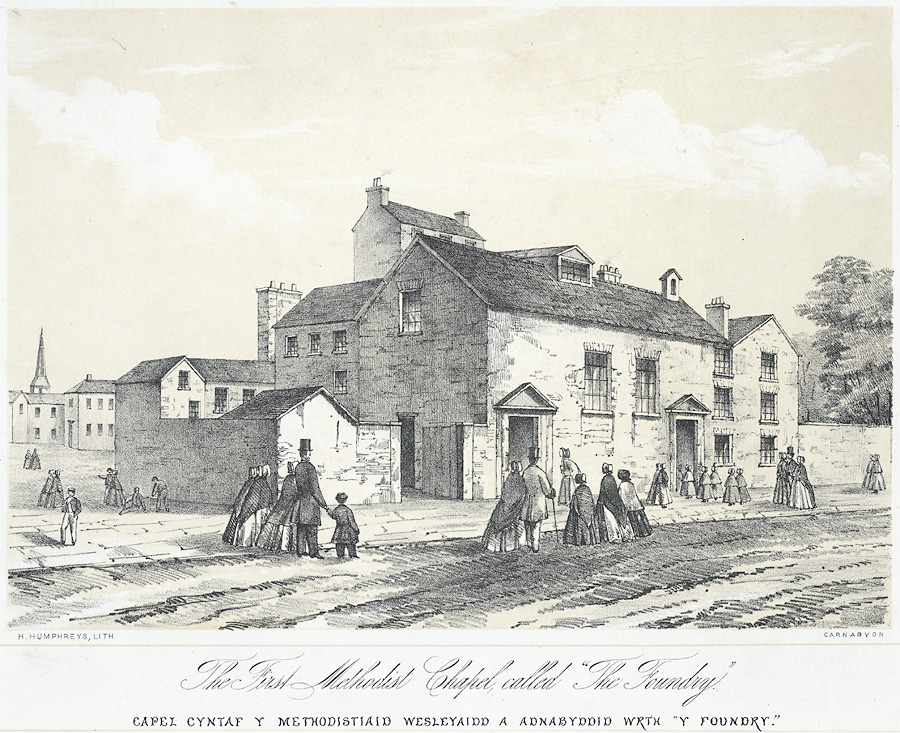
La première chapelle méthodiste appelée "La Fonderie". Lithographie de H. Humphreys, c. 1865.

Au fur et à mesure que ses sociétés se multipliaient et que des éléments d'un système ecclésiastique sont successivement adoptés, la brèche entre Wesley et l'Église d'Angleterre anglicane s'élargit progressivement. En 1784, Wesley répond à la pénurie de prêtres dans les colonies américaines en raison de la guerre d'indépendance américaine en ordonnant des prédicateurs pour l'Amérique avec le pouvoir d'administrer les sacrements. Les actions de Wesley précipitent la scission entre les méthodistes américains et l'Église d'Angleterre, qui soutenait que seuls les évêques pouvaient ordonner des personnes au ministère.

Le méthodisme britannique se sépare de l'Église d'Angleterre peu après la mort de Wesley. Le plan de pacification de 1795 permet aux chapelles méthodistes de célébrer la sainte communion là où la majorité des administrateurs de l’Église l'acceptent.

Chronologie des connexions méthodistes en Grande-Bretagne

## Leadership

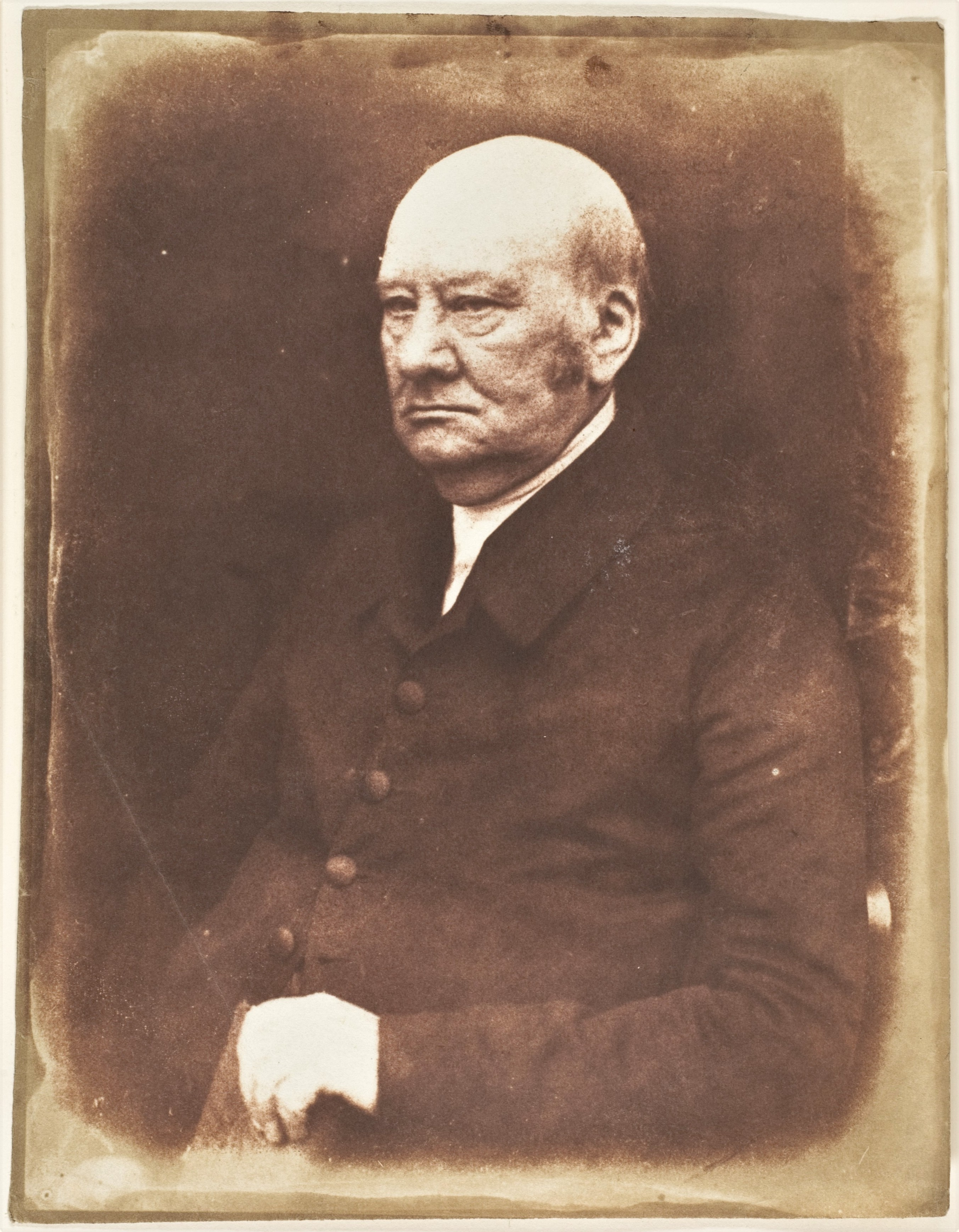
Jabez Bunting, c. 1843-47.

John Wesley est le président de la Conférence méthodiste, jusqu'à sa mort. Il est ensuite convenu d'élire un président pour un an.
Jabez Bunting est le leader le plus éminent du mouvement méthodiste wesleyen après la mort de Wesley. Il prêche des réveils réussis jusqu'en 1802, puis se consacre alors à l'ordre et à la discipline de l'Église et s'opposa avec véhémence au revivalisme. Il est choisi quatre fois pour être président de la Conférence et occupe de nombreux postes de direction en tant qu'administrateur. Bunting et ses alliés centralise le pouvoir et font de la Conférence l'arbitre final du méthodisme et en lui donnant le pouvoir de réaffecter les prédicateurs et de sélectionner les surintendants

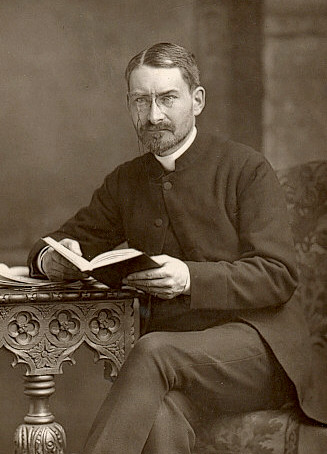
Hugh Price Hughes, encourage les méthodistes à soutenir un Parti libéral plus moraliste.

Hugh Price Hughes est le premier surintendant de la West London Methodist Mission, une importante organisation méthodiste. Reconnu comme l'un des plus grands orateurs de son époque, il fonde et édite un journal influent, le Methodist Times en 1885. Hughes joue un rôle clé en dirigeant les méthodistes dans la coalition du Parti libéral, loin des tendances conservatrices des anciens dirigeants méthodistes,.

## Missions dans les colonies
Grâce à un travail missionnaire vigoureux, le méthodisme se répand dans tout l'Empire britannique. Il connait un succès particulier dans les États-Unis, grâce au Second grand réveil du début du XIXe siècle. Les émigrants anglais amènent le méthodisme au Canada et en Australie. Les missionnaires britanniques et américains se rendent en Inde et dans certaines autres colonies impériales.

## Conscience non-conformiste
Les historiens regroupent les méthodistes avec d'autres groupes protestants en tant que « non-conformistes » ou « dissidents », s'opposant à l'Église d'Angleterre. Au XIXe siècle, les dissidents forment la moitié des personnes qui assistent aux offices chaque dimanche. Les « vieux dissidents », datant des XVIe et XVIIe siècles, comprennent des baptistes, des congrégationalistes, des Quakers, des unitariens et des presbytériens en dehors de l'Écosse. Les « nouveaux dissidents », apparus au XVIIIe siècle, sont principalement des méthodistes, en particulier les méthodistes wesleyens. La « conscience non conformiste » du groupe « vieux dissident » met l'accent sur la liberté de conscience et de religion, l'égalité, la recherche de la justice et l'opposition à la discrimination, à la contrainte et à la coercition. Les « nouveaux dissidents » (et aussi les évangéliques anglicans low church) mettent l'accent sur les problèmes de moralité personnelle, y compris la sexualité, la tempérance, les valeurs familiales et l'observation du sabbat.
Les deux factions sont politiquement actives, mais jusqu'au milieu du XIXe siècle, le groupe ancien soutient principalement les whigs et les libéraux en politique, tandis que les nouveaux soutient généralement les conservateurs. Cependant, les méthodistes évoluent dans les années 1880 et rejoignent le Parti libéral, attirés par le moralisme de Gladstone. Le résultat est une fusion des anciens et du nouveaux dissidents, renforçant leur poids en tant que groupe de pression politique. Ils sont réunis sur de nouvelles questions, soutenant la tempérance et s'opposant à la loi sur l'éducation de 1902. La conscience politique spécifique des dissidents disparait pratiquement après la Première Guerre mondiale.